# Эллисон, Патриша
Патриша Эллисон (англ. Patricia Allison, род. 7 декабря 1994, Лондон) — английская актриса. Известна по роли Олы Ньюман в комедийно-драматическом телесериале «Половое воспитание» (2019–2021).

## Ранняя жизнь
В возрасте десяти лет Эллисон участвовала в постановке «Приключения Оливера Твиста» в Королевском театре Ковент-Гарден. После окончания школы два года обучалась в Колчестерском институте, затем четыре года в драматической школе East 15 Эссекского университета, которую окончила со степенью бакалавра актёрского мастерства.

## Карьера
В 2018 Патриша Эллисон появилась в эпизодической роли Маргариты в мини-сериале «Отверженные» (BBC), а на следующий год получила роль Олы Ньюман в сериале «Половое воспитание» от Netflix. В 2020 году Ола стала одной из основных персонажей сериала, однако в последнем, четвёртом сезоне она уже не появляется.

## Фильмография
| Год  |   | Русское название        | Оригинальное название   | Роль                   |
| ---- | - | ----------------------- | ----------------------- | ---------------------- |
| 2018 | с | Отверженные             | Les Misérables          | Маргарита              |
| 2019 | с | Двигаясь вперёд         | Moving On               | Чарли                  |
| 2019 | с | Спасибо за воспоминания | Thanks for the Memories | Клаудия                |
| 2020 | с | Беспрецедентные         | Unprecedented           | Элли                   |
| 2020 | с | За фильтром             | Behind the Filter       | Шарлотта               |
| 2019 | с | Половое воспитание      | Sex Education           | Ола Ньюман             |
| 2021 | ф | Маленькая корова        | Tiny Cow                | Ронни                  |
| 2021 | ф | Суперчервяк             | Superworm               | Бабочка (озвучивание)  |
| 2022 | с | Тёмные начала           | His Dark Materials      | Кирджава (озвучивание) |
| 2023 | с | Экстраординарная        | Extraordinary           | Ханна                  |